# Ruhendano
Ruhendano är ett periodiskt vattendrag i Burundi. Det ligger i den östra delen av landet, 140 kilometer öster om huvudstaden Bujumbura.
I omgivningarna runt Ruhendano växer huvudsakligen savannskog. Runt Ruhendano är det ganska glesbefolkat, med 32 invånare per kvadratkilometer.